# Andrzej Komorowski
Andrzej Komorowski (Łomża, 19 de octubre de 1975) es un sacerdote católico polaco. Desempeñó como Superior General de la Fraternidad Sacerdotal de San Pedro (FSSP).

## Biografía
Miembro de la corporación académica Lechia, recibió la Licenciatura en Economía por la Universidad de Economía de Poznań y por el Seminario FSSP de Opfenbach. El 10 de junio de 2006, en la Iglesia de Nuestra Señora de las Victorias en Wigratzbad, fue ordenado sacerdote por el cardenal Jorge Medina Estévez.
El 9 de julio de 2018 fue elegido para un mandato de seis años por el Capítulo General de la Fraternidad en el Seminario de Nuestra Señora de Guadalupe.Es el cuarto Superior General de la FSSP y el primer polaco en ocupar ese cargo.
En una reunión privada el 29 de febrero de 2024 en la Ciudad del Vaticano, el Papa Francisco confirmó que las restricciones de la Misa Tridentina no se aplicarían a la Fraternidad Sacerdotal de San Pedro.
Komorowski reside en la Casa General de la FSSP en Friburgo, Suiza.